# نیو هالند، لینکلن‌شر
نیو هالند (به انگلیسی: New Holland) یک روستا و محله مدنی در بریتانیا است که در North Lincolnshire واقع شده‌است. نیو هالند ۹۷۰ نفر جمعیت دارد.